# Петко Налбантов
Петър (Петко) Рашев (Рашков) Налбантов (16 ноември 1847 г., Копривщица – 4 ноември 1951 г., Пловдив) е български революционер, участник в Българското опълчение.
Петко Налбантов взима участие в националноосвободителното движение и в Сръбско-турската война през 1876 г., където се сражава под бойните знамена на капитан Райчо Николов. Постъпва във 2-ра дружина, 5 рота на 19 април 1877 г. На 20 юни 1877 г. е изпратен за кадър на Втора серия и на 2 август е зачислен в 8-ма дружина, 1 рота. Напуска Българското опълчение на 15 август 1877 г. След Освобождението работи ката пощенски служител. Заработва и в захарна фабрика в Пловдив.
Опълченецът Петко Налбантов е обявен за почетен гражданин на три български града: Габрово, Велико Търново и Пловдив.
Във връзка с подготовката и заснемането на българо-съветският исторически филм „Героите на Шипка“ на 28 август 1948 г. са записани спомените на Петко Налбантов, редактирни от Захари Попов.